# Kuszlów
Kuszlów – wieś w Polsce położona w województwie mazowieckim, w powiecie zwoleńskim, w gminie Policzna. Miejscowość wchodzi w skład sołectwa Wygoda.
W latach 1975–1998 miejscowość należała administracyjnie do województwa radomskiego.
Wierni kościoła rzymskokatolickiego należą do parafii Niepokalanego Poczęcia NMP w Wygodzie.